# Schalodeta fasciolata
Schalodeta fasciolata là một loài bướm đêm thuộc phân họ Arctiinae, họ Erebidae.